# 吳冠宇
吳冠宇，人稱「十仔」，前香港無綫電視監製。

## 簡歷
吳冠宇曾在廣告公司任職。1994年，吳冠宇加入香港無線電視，並擔任助理編導，後於2001年晉升為編導。
吳冠宇曾於2004年離巢，後於2012年返回無線電視繼續擔任編導。吳冠宇在擔任編導期間參與不少著名作品如《陀槍師姐III》、《棟篤神探》、《鬼同你OT》及《律政強人》等。因其作品深得監製歡心，故在無綫電視不論台前幕後人緣甚廣，不少監製都指定起用吳冠宇。
2016年，吳冠宇入行22年終獲晉升為監製，首部監製的劇集是《雜警奇兵》。不過吳冠宇監製的劇集下場均頗為悲慘而且是非連連，《雜警奇兵》被安排在被指「炮灰檔期」的星期日播出；《堅離地愛堅離地》完成製作後，由於該劇演員黃心穎發生安心偷食事件，令該劇先安排海外首播，翡翠台則於2020年12月28日播映；《過街英雄》在2018年12月已完成製作，但同樣先安排海外首播，直至2020年8月才獲安排在翡翠台首播，同時亦因劇中演員森美是黃色藝人的關係而遭到藍絲網民杯葛，捲入腰斬及停播風波。至於2022年4月18日才獲安排在翡翠台首播的《食腦喪B》，拍畢後同劇演員朱智賢及人夫黎振燁發生出軌事件。
2022年，吳冠宇再次離開無線電視，結束28年賓主關係。
在任監製時期，常用主演演員有秦啟維（5部）；江嘉敏、方紹聰、衛志豪、鄭詠謙、董敬文（4部）；李國麟、袁文傑、雪妮、莫偉文、彭翔翎、李君妍、曾慧雲、關浩揚、盧宛茵、魯振順、江榮暉、陳婉婷、張雪瑩、莫家淦、曾健明（3部）；謝東閔、郭子豪、尹詩沛、利穎怡、阮嘉敏、黃心穎、周志康、唐嘉麟、吳嘉儀、蕭徽勇、容羨媛、溫裕紅、陳榮峻、王致狄、陳俊堅、陳嘉慧、袁鎮業、何偉業、謝可逸、關梓陽、黎寬怡、楊證樺、吳珮如、陳靖雲、吳沚默、吳偉豪、劉桂芳、馬蹄露、洋、張國強、林韋辰、黃子雄、余子明、曾航生、吳香倫、黃煒溏、周梓盈、黃得生（2部）。

## 電視劇（無綫電視）

### 助理編導／編導
- 1994年：《阿Sir早晨》
- 1995年：《射鵰英雄傳》 《萬里長情》 《刀馬旦》
- 1996年：《有肥人終成眷屬》
- 1997年：《皇家反千組》
- 1998年：《盞鬼老豆》 《烈火雄心》
- 1999年：《人龍傳說》
- 2000年：《金裝四大才子》
- 2001年：《陀槍師姐III》 《烈火雄心II》
- 2002年：《談判專家》 《我要Fit一Fit》
- 2003年：《帝女花》《俗世情真》 《花樣中年》
- 2004年：《皆大歡喜》 《無名天使3D》 《棟篤神探》
- 2012年：《衝呀！瘦薪兵團》 《幸福摩天輪》
- 2013年：《師父·明白了》 《寒山潛龍》
- 2014年：《大藥坊》 《名門暗戰》
- 2015年：《鬼同你OT》 《公公出宮》
- 2016年：《律政強人》
- 2017年：《雜警奇兵》
- 2021年：《愛美麗狂想曲》
- 2022年：《黯夜守護者》

### 監製
- 2017年：《雜警奇兵》
- 2020年：《過街英雄》[3]、《堅離地愛堅離地》[4]
- 2021年：《食腦喪Ｂ》（MyTV Gold首播）
- 2022年：《黯夜守護者》（徐正康合監）
- 2023年：《黃金萬両》